# Sławomir Sidorski
Sławomir Sidorski (ur. 29 października 1967) – polski piłkarz występujący na pozycji obrońcy.

## Życiorys
Jest wychowankiem Warty Poznań. W 1985 roku został wcielony do pierwszej drużyny. W 1991 roku awansował wraz z klubem do II ligi. Przez dwa sezony na tym szczeblu rozegrał 52 mecze, zdobywając jednego gola. W sezonie 1992/1993 awansował z Wartą do I ligi. W najwyższej polskiej klasie rozgrywkowej rozegrał 50 meczów, zdobywając trzy bramki. W 1995 roku przeszedł do Lubońskiego KS. W 1996 roku został piłkarzem Warty Poznań, po czym ponownie grał w Lubońskim KS.

## Statystyki ligowe
| Sezon     | Klub         | Liga    | Mecze | Gole |
| --------- | ------------ | ------- | ----- | ---- |
| 1991/1992 | Warta Poznań | II liga | 27    | 0    |
| 1992/1993 | Warta Poznań | II liga | 25    | 1    |
| 1993/1994 | Warta Poznań | I liga  | 31    | 2    |
| 1994/1995 | Warta Poznań | I liga  | 19    | 1    |
| 1997/1998 | Warta Poznań | II liga | 2     | 0    |